# Oberea ruficollis
Oberea ruficollis är en skalbaggsart som först beskrevs av Fabricius 1793.  Oberea ruficollis ingår i släktet Oberea och familjen långhorningar. Inga underarter finns listade i Catalogue of Life.